# Rebecca Tong
Rebecca Tong, née en 1985 en Indonésie, est une cheffe d’orchestre indonésienne d’origine chinoise. Elle est diplômée d’une maîtrise en direction d’orchestre au conservatoire de musique de Cincinnati aux États-Unis. C’est sous la direction de Mark Gibson l’un des chefs d’orchestre du conservatoire, qu’elle a appris les hautes compétences musicales, ainsi que le charisme propre à adopter face à une interprétation auprès des musiciens,,.
En 2020, Rebecca Tong remporte le premier prix de cheffe d’orchestre international, ainsi que le prix Arte lors de la première édition du concours La Maestra à la Philharmonie de Paris. Ce concours réservé aux femmes, était l’occasion de donner du courage aux cheffes d’orchestre femmes, afin « d’instaurer la diversité et l’égalité ». Visiblement très émue, la membre du jury Marin Alsop a dévoilé le nom de la gagnante Rebecca Tong. Cette dernière a donné ses impressions juste après : « Je suis très reconnaissante, je suis vraiment un peu sous le choc, pour être honnête je ne m’attendais pas à gagner ce prix. Ce prix représente pour moi la possibilité d’encourager d’autres femmes cheffes d’orchestre plus jeunes que moi, qui ont peut-être moins d’opportunités. Ce prix offre de la reconnaissance mais moi je veux aussi encourager encore plus de femme cheffes d’orchestre à se diriger dans ce domaine».

## Biographie

### Enfance et éducation
Rebecca Tong est issue d’une famille de musiciens d’origine chinoise, son père Dr Stephen Tong est un évangéliste, enseignant et musicien indonésien chinois, né en 1940. Il est le principal chef d’orchestre artistique de la salle de concert Aula Simfonia Jakarta, en Indonésie.

### Carrière de cheffe d’orchestre
Rebecca Tong débute la musique très tôt par le piano, et par le violon. Elle poursuit ses études aux États-Unis puis en Angleterre. En effet, la musique lui révèle toujours quelque chose de nouveau, à chaque écoute musicale sa vie est richement instruite. Son objectif a toujours été de faire la musique d’ensemble, c’est pourquoi elle fonde et dirige le Jakarta Christian Youth orchestra, qui est un orchestre de musiciens chrétiens.
La carrière musicale de Rebecca Tong l’a éloignée de sa ville natale et de sa famille. Elle étudiait au Royal Northern Collège of Music qui est une école de formation au métier de professeur de musique. Par ailleurs, elle assure les fonctions de cheffe assistante au département « opéra » du Royal Northern collège of Music. 2009 est l’année où elle occupe un poste en tant que professeur de musique au Reformed Evangelical Seminary aux États-Unis. Elle aura la charge de diriger Le voyage du Pèlerin de Vaughan Williams avec le Royal Northern College of Music.
La carrière musicale de Rebecca Tong continue de croître, elle remporte le Taki Concordia Conducting fellowship en 2019-2021. En Indonésie où sa réputation est déjà solidement établie, Rebecca Tong reproduira les projets de la musique classique afin de faire dialoguer celle-ci avec d’autres domaines artistiques. Son répertoire va de la musique symphonique à l’opéra en passant par la musique de chambre,,.
En 2011, elle est cheffe d’orchestre et directrice artistique de la salle de concert Aula Simphonia Jakarta. C’est la première salle de concert en Indonésie, ouverte en 2009 en présence de son père Dr Stephen Tong. Son objectif est de familiariser le public indonésien avec le répertoire classique et le répertoire contemporain,.
En 2017, elle obtient la bourse de recherche David Effron pour l’organisme la Chautauqua avec la collaboration de Timothy Muffitt et le Music School festival orchestra. Elle est l’invitée  fréquent de l’orchestre philharmonique de la BBC et de l’orchestre philharmonique du royal de Liverpool, où elle a fait ses preuves en tant que cheffe de l’orchestre. C’est dans les master-class des chefs d’orchestre tel que Sir Mark Elder, Mark Shanahan, Gustav Meier, et Clark Rundell, qu’elle trouve « ses inspirations ». En mai 2019, elle est la directrice musicale pour la production de la tragédie de Carmen au city lyrics Opera.

### Documentaire
Après la finale du concours la Maestra, la cheffe d’orchestre Rebecca Tong  est interviewée par Arte le 22 septembre 2020. Quelque mois après la finale, le 7 juin 2021 Rebecca Tong est interviewée par Benjamin François journaliste de France musique. Elle évoque son rapport au répertoire contemporain et se réjouit de l’opportunité d’avoir pu répéter en présence de deux des compositeurs programmés,.